# Alcácime ibne Idris
Alcácime ou Alcacim ibne Idris (al-Kasim ibn Idris) foi um nobre idríssida do século IX, filho e irmão dos califas Idris II (r. 808–828) e Maomé I (r. 828–836).

## Vida

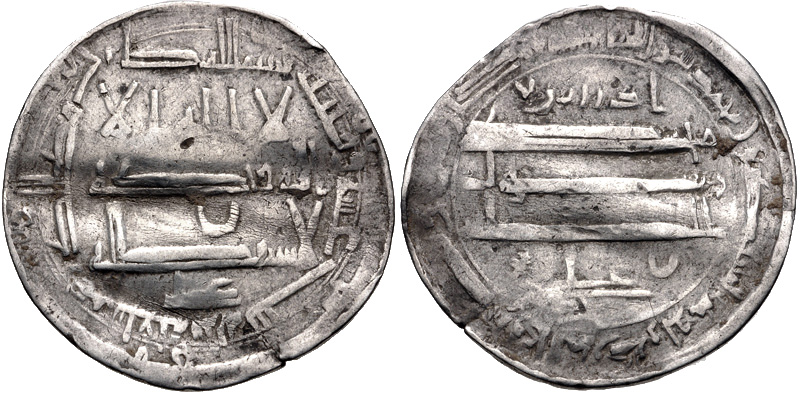
Dirrã de r.

Alcácime era um dos filhos mais velhos de Idris II (r. 808–838) e irmão de 11 homens. Com a morte de Idris e a ascensão de Maomé I em 828, por sugestão de sua avó Canza, Maomé cedeu a seus irmãos partes do Califado Idríssida como seus apanágios; a Alcácime, cedeu Tânger e suas dependências, inclusive Baçorá. A divisão logo trouxe rivalidades, e seu irmão Issa declarou revolta ao califa, que enviou Alcácime contra ele, mas o último se recusou a lutar. Outro irmão, Omar, foi enviado contra Issa e Alcácime, e o último, após ser derrotado, fugiu para Arzila, próximo a qual se assentou. Seus domínios foram dados pelo califa a Omar. Teve ao menos dois filhos chamados Iáia e Mu.